# Birthday Cake
«Birthday Cake» — песня барбадосской певицы Рианны с шестого студийного альбома Talk That Talk (2011). После утечки трека в интернет фанаты певицы выразили большой интерес относительно включения песни в список композиций нового альбома Talk That Talk (2011), но, позже, было объявлено о том, что версия песни продолжительностью 1:18 минуты (1 минута, 18 секунд), которая просочилась в интернет, не имеет продолжения и не была одобрена для финальной версии альбома. Однако, из-за огромного интереса фанатов, композиция всё же была включена в альбом в качестве вступления к песне «We All Want Love».
Лирическое содержание «Birthday Cake» выражает желание Рианны заняться спонтанным сексом. Большинство музыкальных критиков и хвалили, и критиковали откровенное сексуальное содержание песни «Birthday Cake». Несколько рецензентов сравнивали композицию с предыдущим треком «Cockiness (Love It)», который также состоит из сексуально-провоцирующей лирики. После выпуска альбома Talk That Talk песня дебютировала на нижних местах в чарте Южной Кореи, Великобритании и Соединённых Штатов Америки. Премьера полной версии песни, записанной при участии бывшего бойфренда певицы Криса Брауна, состоялась онлайн 20 февраля 2012 года в честь дня рождения Рианны.

## Предыстория и становление

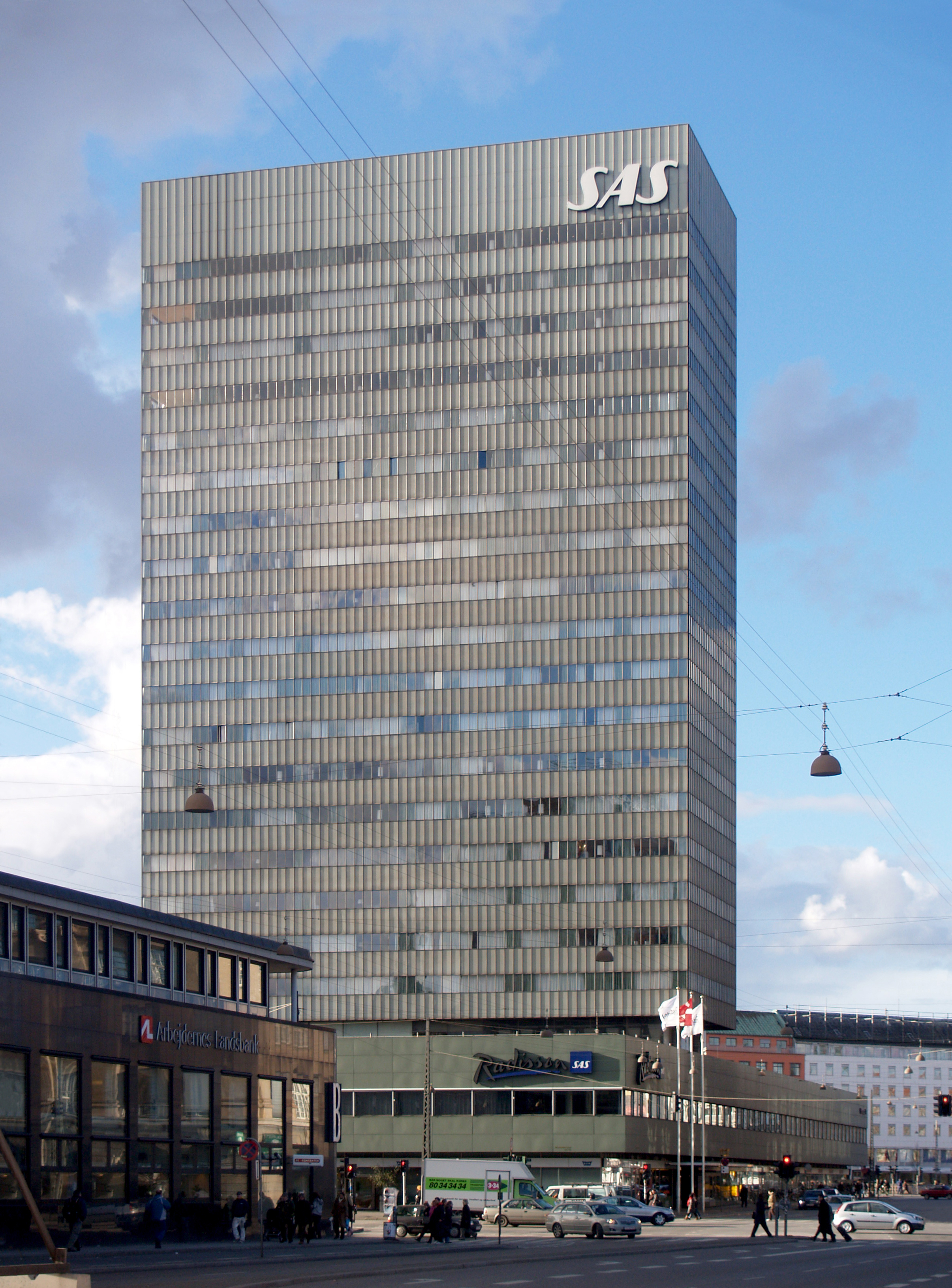
«Birthday Cake» была записана в комнате 1306 отеля Radisson Blu Royal Hotel в Копенгагене, Дания.

Песня «Birthday Cake» была написана Тэриусом Нэшем, Рианной, Маркусом Палашесом и Эрнестом Кларком, продюсерами стали Da Internz и The-Dream. Интерлюдия была записана в комнате 1306 в отеле Radisson Blu Royal Hotel, город Копенгаген, Дания. В интервью для The Boom Box, продюсер The-Dream ответил на вопросы фанатов, которые были расстроены тем фактом, что «Birthday Cake» не появится в списке композиций Talk That Talk, после того как произошла утечка трека в интернет до официального выхода альбома в продажу; продюсер объяснил, что была записана только интерлюдия, а полная версия песни, возможно, появится во время эры альбома Talk That Talk, добавив:
Я недавно говорил с Рианной по поводу того, что она [первоначально] записала только интерлюдию. Я произнёс: «Твои фанаты будут рассержены на тебя». Как только я сказал это, я успокоился и предложил выпустить часть этой песни, продолжительность которой была известна фанатам. Чувак, они [фанаты] разорвали меня на Твиттере! После этого я набрал её номер и сказал: «Твои фанаты сходят с ума и отрываются на мне, как будто я могу заставить тебя сделать что-нибудь» Таким образом, «Birthday Cake» был включён в альбом. Скорей всего, интерлюдия превратится в целую песню, потому что поклонники Рианны наезжают на меня, а я не хочу быть убитым её Армией!

## Музыка и текст
«Birthday Cake» — интерлюдия продолжительностью 1:18 (одна минута, 18 секунд), которая появилась в качестве шестого трека в альбоме. Инструментальная часть песни построена на тяжёлых звуках: баса, школьного звонка, рёва двигателя, хлопков и электро битах. Также в композиции присутствуют синтезированные звуки пылесоса, хлопков ладонями, восточных мотивов и скандирований. Рианна использует чувственный тон в вокале, поскольку она поёт провокационную и сексуальную лирику. Большую часть трека певица читает рэп. Обозреватель издания Flavour описал вокал певицы как «распутный». Натан С. из DJ Booth согласился с тем, что Рианна звучит «распутно», так же как и «игриво» в песне.

## Музыкальные рецензии
Интерлюдия «Birthday Cake» получила смешанные обзоры от музыкальных критиков. Джейсон Липшуц из журнала Billboard похвалил песню, написав: «Мы все за баловство, отражённое в этой песне в жанре поп-музыки, но только 78 секунд „Birthday Cake“ недостаточно, чтобы отпраздновать это!». Липшуц продолжил сравнением лирического содержания песни с композицией «Birthday Sex» американского исполнителя Jeremih. Сэм Лански из MTV Buzzworthy дал положительную оценку «Birthday Cake», отметив: «Единственный недочёт в альбоме — это не то, что он не удивляет (скорей наоборот!), а продолжительность песни в 78 секунд. „Birthday Cake“ более неприлично-роскошная непристойность Рианны и, на этот раз, учтивая сенсуальность R&B-мастера The-Dream. Кто-нибудь из фанатов Рианны сделал микс длительностью в один час? Мы должны поддерживать резкие движения тазом и вертеть бёдрами во время танца всю ночь». Пип Эллвуд из Entertainment-Focus отметил, что «Birthday Cake» наравне с «Cockiness (Love It)», «не оставляют сомниний в том, что Рианна столь же сексуальна, как и всегда на протяжении своей карьеры». Мелисса Мэерз из Entertainment Weekly писала, что «Birthday Cake» и «Cockiness (Love It)» наиболее провокационные песни альбома, описывая их как: «Мне нравятся эти нахальные треки», но критикуя за то, что они являются короткой вставкой в альбоме для того, чтобы вытащить слушателя из постели на танцпол.

## Список композиций
- Album version[5]

1. «Birthday Cake» — 1:18

## Творческая группа
Запись
- Записано в отеле Radisson Blu Royal Hotel, комната 1306, Копенгаген, Дания.

Участники
| - Автор песни — Тэриус Нэш, Робин Фенти, Маркус Палашес, Эрнест Кларк - Продюсер — Da Internz, The-Dream - Аранжировка и запись вокала — Кук Харрелл, Маркус Товар | - Помощник по записи вокала — Дженнифер Розалес - Сведение — Кевин «KD» Дэвис - Помощник по сведению — Кэлвин Бэйлифф |

Данные взяты из буклета альбома Talk That Talk, Def Jam Recordings, SRP Records.

## Чарты
После выпуска Talk That Talk, трек «Birthday Cake» дебютировал в нескольких чартах мира. 26 ноября 2011 года песня появилась в чарте South Korea Gaon International Chart на 67 месте с продажами 6 661 цифровых копий. 3 декабря 2011 года «Birthday Cake» занял 172 позицию в Великобритании. В США композиция попала на 22 место чарта Bubbling Under Hot 100 Singles. 3 марта 2012 года «Birthday Cake» впервые появилась в американском чарте Digital Songs на 62 строчке, после выхода официального ремикса при участии Криса Брауна. Благодаря большому спросу интерлюдии на радиостанциях, «Birthday Cake» поднялся до 71 позиции в чарте Hot R&B/Hip-Hop Songs.
| Чарт (2011)                                   | Высшее место |
| --------------------------------------------- | ------------ |
| South Korea Gaon International Chart          | 67           |
| UK Singles (Official Charts Company)          | 172          |
| US Bubbling Under Hot 100 Singles (Billboard) | 22           |

| Чарт (2012)                          | Высшее место |
| ------------------------------------ | ------------ |
| US Hot R&B/Hip-Hop Songs (Billboard) | 71           |

## Ремикс при участии Криса Брауна
«Birthday Cake» — ремикс барбадосской певицы Рианны при участии Криса Брауна, выпущенный в качестве четвёртого сингла на территории США 6 марта 2012 года. Продолжительность песни — 3 минуты 40 секунд и отличается от вступления, продолжительностью 1 минута 18 секунд, которое было включено в список композиций альбома.

### Отзывы критиков
Джон Карамэника из The New York Times прокомментировал ремикс и оригинал «Birthday Cake», как очень хорошие песни. Однако, Карамэника был критичен относительно самого дуэта из-за прошлого Рианны и Криса, написав: «Вы хотите забыть об этом? Хорошо. Но не прощайте это». Карамэника продолжил объяснять причину своего отвращения, поясняя: «Идея дуэта понятна со стороны маркетинга, но не понятна со стороны морально-этических норм. Это — женщина, публично прощающая своего насильника — ни больше, ни меньше». Дж. Брайан Лоудер из The Huffington Post отметил песню «инсинуационной» с лирикой, наводящей на размышления. Лоудер пояснил возможную причину того, что Рианна попросила Брауна принять участие в записи ремикса на «Birthday Cake»:
Зная, что коммерческая составляющая является мотивацией к сотрудничеству между певцом и певицей, мы всё же полагаем, что взаимный выбор двух артистов открывает нам таинство их частной и эмоциональной жизни. Сотрудничество предполагает личные отношения между участниками, и мы становимся свидетелями их взаимодействия, которое вызывает воображаемое чувство близости между слушателями и артистами, что имеет большую силу влияния. Нам кажется, что мы знаем о том, что происходит на самом деле между Рианной и Крисом, ведь мы представляем их вместе в студии, и нам дают понять, что теперь всё в порядке. Проблема в том, что эта стратегия не сработает; из-за позорной фотографии, появившейся в интернете, мы мысленно присутствовали в автомобиле той ночью, когда Крис Браун бил Рианну по лицу до кровоподтёков и синяков. О такой ужасающей близости забыть непросто.

### Чарты
3 марта 2012 года ремикс версия «Birthday Cake» дебютировала на 20 месте в чарте Billboard Hot R&B/Hip-Hop Songs. На следующей неделе песня поднялась до 17 позиции. На третьей неделе композиция достигла 7 места. Сингл дебютировал на 63 месте в чарте Billboard Hot 100 и на следующей неделе занял 55 позицию. На третьей неделе в чарте песня достигла своего максимума на 49 позиции. 10 марта 2012 ремикс «Birthday Cake» появился на 73 месте в чарте Radio Songs, увеличив количество радио-прослушиваний на 372 %, и затем достиг своего пика на 58 месте.
| Чарт (2012)                          | Высшее место |
| ------------------------------------ | ------------ |
| US Billboard Hot 100                 | 39           |
| US Hot R&B/Hip-Hop Songs (Billboard) | 4            |

### Хронология релиза
| Страна | Дата         | Формат                   | Лейбл              |
| ------ | ------------ | ------------------------ | ------------------ |
| США    | 6 марта 2012 | Urban contemporary radio | Def Jam Recordings |